# زهوفتانتسي (لفيفسكا)
زهوفتانتسي (Жовтанці) هي مدينة في مقاطعة لفيفسكا في أوكرانيا.
يبلغ عدد سكانها حوالي 3407   نسمة.